# لاكي
لاكي ( بالآيسلندية: Lakagígar ) هو بركان تصدعي يقع في جنوب آيسلندا , اندلعت حمم بركانية استمرت ثمانية عشر شهرا بين عام 1783 و1784 أدى إلى اندلاع مواد سامة مثل حمض الهيدروفلوريك وثنائي أكسيد الكبريت التي قتلت أكثر من 50% من الحيوانات في آيسلندا مما أدت إلى مجاعة التي توفي فيها ما يقارب 25% من سكان الجزيرة .

## اقرأ أيضا
- بركان مايون